# Francisco Morales Bermúdez
Francisco Morales Bermúdez Cerruti (født 4. oktober 1921, død 14. juli 2022) var en peruansk politiker, som var Perus præsident mellem 1975 og 1980.
| Biografi | Spire Denne biografi er en spire som bør udbygges. Du er velkommen til at hjælpe Wikipedia ved at udvide den. |